# Mamignan Touré
Pour les articles homonymes, voir Touré.
Mamignan Touré, née le 19 décembre 1994 à Nevers (Nièvre), est une joueuse française de basket-ball.

## Biographie

### En club
Après deux années en LFB à Arras, elle signe à l'été 2014 pour le club de Ligue 2 de Léon Trégor Basket 29. Après une saison 2014-2015 réussie (14,1 points et 4,3 rebonds), mais écourtée par une blessure au ménisque, elle retrouve l'élite en signant en mai 2015 à Lyon.
Sous la direction de Marina Maljkovic, ses statistiques sont de 4,7 points et 1,8 rebond de moyenne pour 2,5 d'évaluation. Elle signe pour 2016-2017 à Nice, brillamment maintenue en LFB.
Mamignan Touré rejoint le club de Basket Landes pour la saison 2018-2019 de la LFB. Après deux saisons dans les Landes (9,4 points à 38 % à 2-points, 20 % à 3-points, 2,4 rebonds et 2,2 passes décisives pour une évaluation moyenne de 5,4 en 27 minutes de jeu), elle s'engage en avril 2020 pour le club belge disputant l'Euroligue de Castors Braine, mais elle quitte la Belgique dès novembre alors que Braine renonce à l'Euroligue pour ne jouer que l'Eurocoupe. Elle se replace immédiatement à Montpellier.
Le 21 avril 2025, elle s’engage pour la saison WNBA 2025 avec la nouvelle franchise des Valkyries de Golden State pour leur camp d’entraînement. Elle dispute la présason, mais elle n'est pas retenue. Après l’EuroBasket 2025, elle retourne en WNBA en s’engageant en faveur du Sun du Connecticut, entraîné par le Français Rachid Meziane
Après une saison en Espagne à Gérone, elle signe avec le club de République tchèque du Žabiny Brno pour la saison 2025-2026.

### En équipe nationale
À l'été 2013, elle remporte la médaille d'argent du Championnat du monde avec l'Équipe de France féminine de basket-ball des 19 ans et moins.
Avec l'Équipe de France U20, elle remporte l'or face à l'Espagne en juillet 2014. Lors de la rencontre de poule face à la Turquie, elle réussit cinq tentatives sur cinq à trois points (18 points) en seconde mi-temps d'un match où les Bleues ont compté jusqu'à 24 points de retard avant de l'emporter 52 à 50.
En juin 2019, elle est sélectionnée dans l'équipe de France 3x3 qui finit troisième du championnat du monde.
En mai 2021, elle est membre de l'équipe de France à trois qui se qualifie pour le tournoi olympique de Tokyo et finit quatrième.
Elle est présélectionnée pour les rencontres qualificatives à l'Euro 2023 5x5 de novembre 2021 et décroche la médaille de bronze lors du championnat d’Europe en 2023. Présélectionnée pour les Jeux olympiques de Paris, elle fait partie des trois dernières joueuses coupées avant la sélection finale. L’année suivante, bénéficiant de plusieurs forfaits, elle fait partie de la sélection finale pour l’EuroBasket 2025, où l’équipe de France termine au pied du podium.

## Clubs

### Europe
- 2001-2007 :  Entente Basket Fourchambault Nevers
- 2007-2009 :  Stade clermontois Auvergne Basket 63
- 2009-2012 :  Centre fédéral
- 2012-2014 :  Arras Pays d'Artois Basket Féminin
- 2014-2015 :  Léon Trégor Basket 29
- 2015-2016 :  Union Lyon Basket Féminin
- 2016-2018 :  Cavigal Nice Basket 06
- 2018-2020 :  Basket Landes
- 2020-2021 :  Castors Braine
- 2021-2024 :  Lattes-Montpellier
- 2024-2025 :  Uni Gérone CB
- 2025-0000 :  Žabiny Brno

### WNBA
- 2025 :  Valkyries de Golden State (camp d’entraînement)
- 2025 :  Sun du Connecticut

## Palmarès

### Sélection nationale

#### Seniors
- Médaille de bronze au Championnat d’Europe 2023 en 5x5[19]
- Médaille d'or au championnat d'Europe 2019 de 3x3[20].
- Médaille de bronze Coupe d'Europe 3x3 du 10 et 12 septembre 2021[21].
- Médaille de bronze au championnat du monde 2019 de 3x3[16]

#### Jeunes
- Médaille d'or au Championnat d'Europe 2014 des 20 ans et moins[14]
- Médaillée d'argent au Championnat du monde de basket-ball féminin des 19 ans et moins 2013[13]
- Médaille d'or au Championnat d'Europe U18 en 2012
- Médaillée d'argent à l’Euro Juniors en 2011
- Médaillée de bronze à l’Euro Cadettes en 2010

### Club
- Championne de France de basket 3x3 en 2016
- Coupe de Belgique 2020[9]
- Vainqueur de coupe de France : 2021[22]

## Distinctions personnelles
- MVP Women Series Fiba 3x3 2019
- Prix de la meilleure joueuse européenne en 3x3 : 2019[23]
- Numéro 1 mondiale au ranking FIBA 3x3 : 2021[24]